# Strada Regionale 48 delle Dolomiti

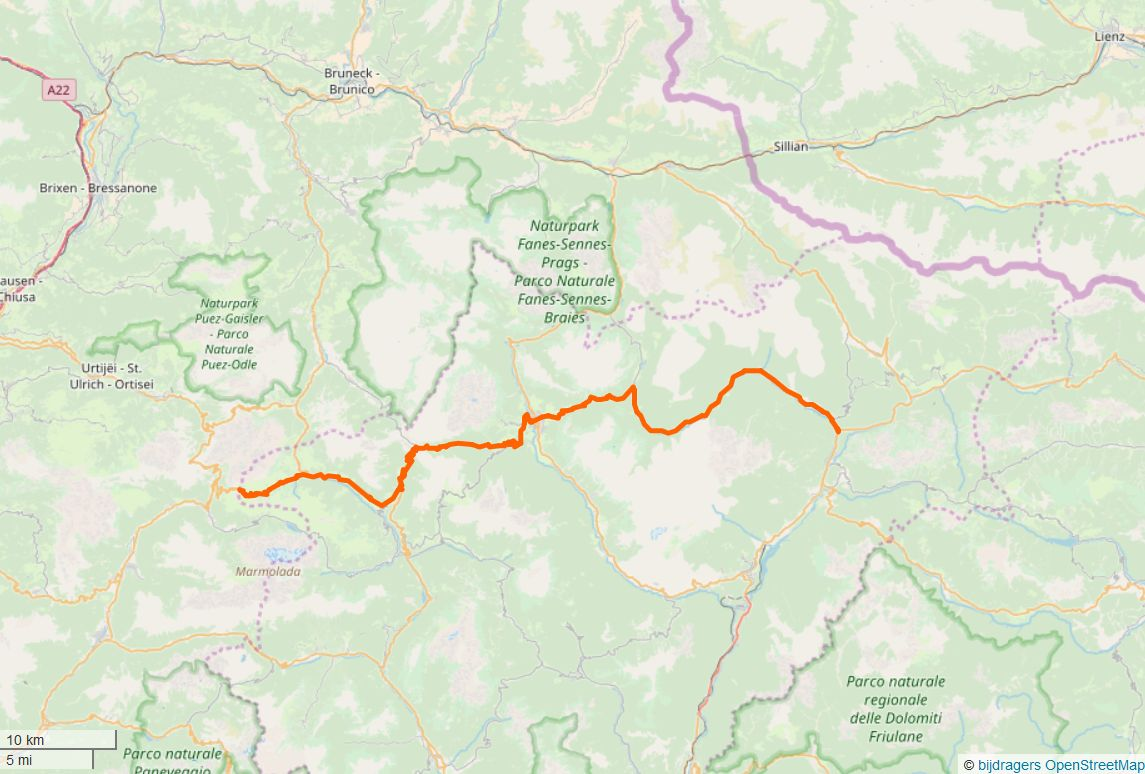
Tracé van SR48

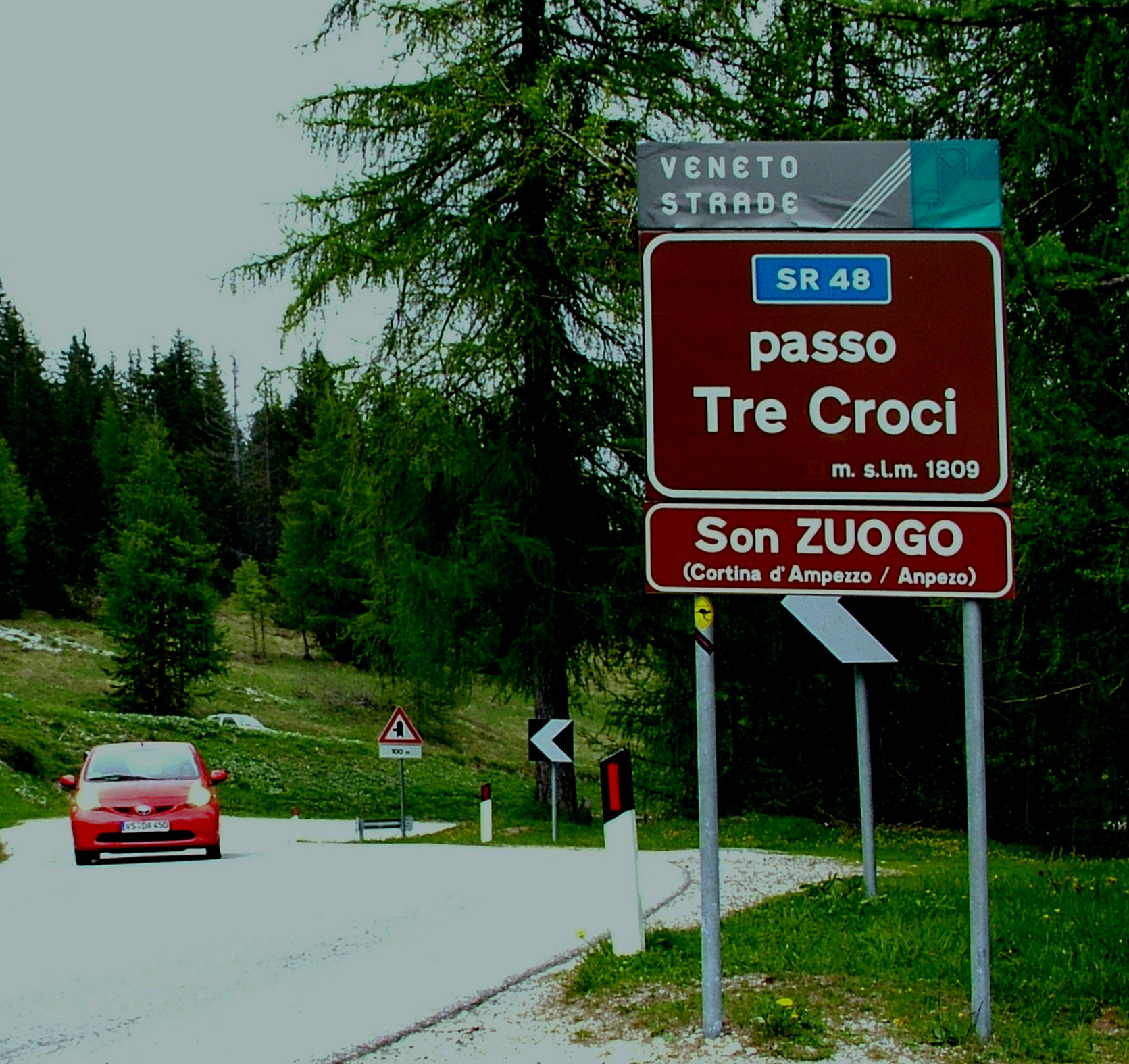
SR48 aan de Tre Crocipas bij Cortina d'Ampezzo

De SR48 of Strada Regionale delle Dolomiti is een Italiaanse regionale weg in de oostelijke Dolomieten, in het noorden van de regio Veneto. Ze wordt onderhouden door Veneto Strade, een gemengd publiek-private onderneming voor het beheer van wegen in de regio Veneto. In het verleden was de SR48 een deel van de nationale weg SS48, Strade Statale delle Dolomiti. Het stuk van de SS48 in Veneto is van Strade Statale naar Strade Regionale omgezet.
De weg loopt vanaf de Pordoipas (2239 m hoogte) op de grens met de regio Trentino-Zuid-Tirol in het westen, naar Cortina d'Ampezzo, via Arabba, het dal van de Cordevole en de Falzaregopas (2117 m). Voorbij Cortina gaat de SR48 over de Tre Crocipas (1809 m) naar het dal van de Ansiei. Het oostelijk eindpunt van de weg ligt net voorbij het stuwmeer Lago di Auronzo (ook Lago di Santa Caterina genoemd) in Auronzo di Cadore. Daar sluit de weg aan op de SS52. Het gedeelte van de Pordoipas tot aan Cortina d'Ampezzo maakt deel uit van de Dolomietenweg.